# Großer Kulowsee
Der Große Kulowsee liegt im Naturpark Feldberger Seenlandschaft, im Landkreis Mecklenburgische Seenplatte in Südostmecklenburg auf dem Stadtgebiet Neustrelitz. Er hat eine ungefähre Länge von 1300 Metern und eine ungefähre Breite von 760 Metern. Der Seeufer ist sehr sumpfig und bewaldet. So befinden sich Bruchwälder mit Erlen nördlich des Sees. Auch westlich des Großen Kulowsees befindet sich ein Kesselmoor. Der See liegt im Naturschutzgebiet Kulowseen. Der Große Kulowsee weist natürliche starke Wasserstandsschwankungen auf, so dass Teile des Sees trockenfallen können. Meist existieren so einige kleinere Inseln im See.
Der See entstand während der letzten Eiszeit aus einer Toteisform. Die Flächen um den See wurden seit dem Mittelalter landwirtschaftlich genutzt, später wurden die Flächen aufgeforstet. Da der Flachwassersee ideale Bedingungen für die Fischzucht bietet, wurden ab Ende der 1970er Jahre Amurkarpfen in den See eingesetzt. Dies wirkte sich stark nachteilig auf den ursprünglich mesotrophen See aus. Große Teile des Fischbestandes verendeten im Jahr 1991, so dass nur noch vereinzelt Karpfen gefangen werden.

## Nachweise
1. ↑  Biotopbogen Bruchwald nördlich des Großen Kuhlowsees  (PDF; 17 kB)
2. ↑  Biotopbogen Kesselmoor südwestlich des Großen Kulowsees (PDF; 18 kB)